# Paraje
Paraje é uma palavra utilizada pelos povos de língua espanhola, para denotar um ponto geográfico de uma província, ou estado, que pode estar habitado ou não, e geralmente são habitados por pessoas espalhadas na zona rural.
Uma paraje pode ser um povoado, uma aldeia ou simplesmente uma zona determinada no caminho dos viajantes ou turistas. As parajes estão normalmente separadas entre si por distâncias que variam de acordo com a geografia do lugar, maioritariamente contam com água abundante para as pessoas que ali habitam.
Os censos consideram os lugares (parajes) como uma dispersão populacional de um estado e são levados em conta ao efetuar o levantamento do censo.

## Justiça
A Justiça considera o termo para definir o crime de assalto: